# Кім Йон Чжун
Кім Йон Чжун (кор. 김영준, 金永峻; народився 19 липня 1983; Пхеньян, КНДР) — північнокорейський футболіст, що грав на позиції півзахисника, зокрема за «Пхеньян» та національну збірну КНДР.
Згодом став футбольним тренером. 2018 року призначений головним тренером збірної КНДР, керував її діями на Кубку Азії 2019 року.